# François Chasseigne
François Chasseigne, né le 23 décembre 1902 à Issoudun (Indre) et mort à Chavin (Indre) le 17 mars 1977, est un homme politique français, député de l'Indre, maire d'Issoudun et membre du gouvernement de Vichy.

## Député du PUP puis de la SFIO
Journaliste, François Chasseigne a été très jeune attiré par la politique. Membre actif du Parti communiste de 1921 à 1929, du Parti d'unité prolétarienne de 1930 à 1937, puis de la SFIO, il devient conseiller général de l'Indre, puis député d'Issoudun en 1932. Il siège alors au Groupe Unité ouvrière et s'intéresse particulièrement aux questions agricoles, au commerce du blé et au commerce extérieur. Il est réélu député en 1936 et s'inscrit au groupe du Parti d'unité prolétarienne. Il est précisé sur lui : « il est pacifiste et ne manifeste aucun sentiment antisémite ».
Il fait preuve d'un anticommunisme violent lors de la discussion concernant le projet de loi de la déchéance des députés communistes le 11 janvier 1940. En effet, il déclare alors qu’il « faut mettre les chefs communistes hors d’état de nuire » et que, ce qu’il a réclamé du Gouvernement, « c’est qu’au début de la guerre, on prit la mesure qui s’imposait et que, sans autre forme de procès, il y eut pour certains d’entre eux le coup de pistolet derrière la nuque ».

## Au sein du gouvernement de Vichy
Blessé pendant la guerre de 1939-1940, il se rallie en juillet 1940 au maréchal Pétain. Il vote les pleins-pouvoirs pour le maréchal le 10 juillet 1940 à Vichy.
Suivant la ligne de Pierre Laval, Il accepte alors des fonctions significatives au sein du régime de Vichy :
- Il est nommé maire d'Issoudun en 1941-1944.
- Il est nommé à plusieurs postes de propagande ouvrière du régime de Vichy : chargé de mission à la Propagande au Secrétariat général de l'Information (mars 1941), puis directeur de la propagande ouvrière au ministère de l'Information (janvier à novembre 1943), puis directeur de cabinet de Jean Bichelonne au ministère du Travail, puis (à la suite de Robert Weinmann, commissaire général au Service du travail obligatoire (STO) (janvier à mars 1944)[6].
- François Chasseigne devient secrétaire d'État à l'agriculture et au ravitaillement dans le cinquième gouvernement Pierre Laval, du 3 mars à août 1944.

Avec Otto Abetz, avec le SS Knochen et ses adjoints, il fréquente Lafont, le chef tortionnaire de la Gestapo française. Le pacifiste Chasseigne est à la Milice, et il s'entraîne au tir, en juillet 1944, avec la Franc-garde des troupes de Darnand. Ami de la LICA (ancienne LICRA) en 1936, Chasseigne est aux Amis de la Waffen-SS en 1944.

## Après la Libération
Arrêté en août 1944 par la Résistance, François Chasseigne a la chance de n'être jugé qu'en 1948, alors que les passions de la Libération sont retombées. Il n'est condamné qu'à une peine de travaux forcés et bénéficie de la loi d'amnistie du 5 janvier 1951. Il est emprisonné au pénitencier de Clairvaux, où il côtoie Charles Maurras : l'ancien militant communiste noue des relations d'amitié avec le partisan du « nationalisme intégral ». Vieillissant et malade, Maurras appelle parfois Chasseigne « Jaurès ».
Exclu de la SFIO comme la plupart des animateurs du courant pacifiste de Paul Faure, il rejoint le Parti socialiste démocratique à la Libération. François Chasseigne devient ensuite attaché de direction chez Ford. Il meurt d'un accident de la circulation en 1977.